# Котардо (Л'Аквила)
Котардо (итал. Cotardo) је насеље у Италији у округу Л'Аквила, региону Абруцо.
Према процени из 2011. у насељу је живело 11 становника. Насеље се налази на надморској висини од 673 м.